# Casa África
Casa África es un consorcio público español cuyo objetivo principal es el fomento de las relaciones entre África, Europa y España. Tiene su sede en la ciudad de Las Palmas de Gran Canaria y está integrada por el Ministerio de Asuntos Exteriores y de Cooperación, el Gobierno de Canarias y el Ayuntamiento de Las Palmas de Gran Canaria. Casa África forma parte de la Red de Casas de diplomacia pública del Estado español junto con Casa de América, Casa Árabe, Casa Asia, Casa Mediterráneo y el Centro Sefarad-Israel.

## Historia
Esta institución fue constituida en Las Palmas de Gran Canaria el 26 de junio de 2006 en el marco del Plan África del Gobierno de España, que sentaba las bases de una política de Estado para reforzar la presencia española en la región. En su gestación intervinieron el Ministerio de Asuntos Exteriores y de Cooperación, el Gobierno de Canarias, la Agencia Española de Cooperación Internacional para el Desarrollo, los Cabildos Insulares de Fuerteventura, Gran Canaria, Lanzarote, Tenerife y el Ayuntamiento de Las Palmas de Gran Canaria.
La inauguración oficial tuvo lugar el 12 de junio de 2007 con la presencia de los Reyes de España, jefes de Estado africanos como el senegalés Abdoulaye Wade y diversas autoridades nacionales y locales.
Sus directores generales han sido: J. Alfonso Ortiz Ramos (2005-2008), Ricardo Martínez Vázquez (2008-2012), Santiago Martínez-Caro de la Concha-Castañeda (2012-2014), Luis Padrón López (2014-2019) y José Segura (2019- ).

## Objetivos
La actividad de Casa África forma parte de la acción exterior del Estado como herramienta de diplomacia pública y económica. En el campo de la diplomacia pública, trabaja con el objetivo de fomentar el buen entendimiento y la confianza entre España y África, y de fortalecer las relaciones hispano-africanas a través de actividades divulgativas, educativas y culturales. En el área de la diplomacia económica, Casa África actúa en el marco de la estrategia de la Marca España dando a conocer las oportunidades que ofrece el continente africano a profesionales, empresas e inversores españoles. Para cumplir esta misión, Casa África apoya la internacionalización, principalmente en el ámbito político-estratégico, de las empresas españolas que ya actúan o tienen interés en actuar en África, y potencia la colaboración entre actores públicos y privados.
Con sede en Las Palmas de Gran Canaria, Casa África fortalece, además, el papel de Canarias como plataforma política, económica y logística hacia África, ofreciendo un lugar de encuentro, pensamiento y reflexión sobre temas africanos. Promueve, además, la creación de nuevas políticas y la consolidación de las relaciones hispano-africanas en la agenda internacional, en centros de estudio e investigación y en los medios de comunicación. Desde su fundación, uno de los objetivos principales de Casa África ha sido impulsar el acercamiento de España y África mediante la sensibilización, la creación de alianzas estratégicas y el fomento de las relaciones bilaterales y multilaterales a largo plazo.
El Consorcio Casa África se rige por los siguientes órganos de gobierno:
- El Consejo Rector: actúa como órgano colegiado de dirección y ostenta la superior autoridad dentro del Consorcio. Está formado por diez representantes del Ministerio de Asuntos Exteriores y de Cooperación, siete del Gobierno de Canarias y uno del Ayuntamiento de Las Palmas de Gran Canaria
- La Comisión Delegada: formada por dos de los representantes del Ministerio de Asuntos Exteriores y de Cooperación, dos de los representantes del Gobierno de Canarias, el designado por el Ayuntamiento de Las Palmas de Gran Canaria y el director general, que coordina las reuniones
- El director general del Consorcio: órgano unipersonal superior de carácter ejecutivo. Su nombramiento se hace por el Consejo Rector, a propuesta del Ministerio de Asuntos Exteriores y de Cooperación, entre personas de reconocido prestigio y experiencia en las relaciones internacionales, en especial en el ámbito africano, mediante acuerdo consensuado de sus miembros.

### Equipo de gestión
El Equipo de gestión de la Casa África está compuesto por:
- Director general: José Segura Clavell.
- Secretaría General: Arianne Hernández González.
- Gerente : José Luis Márquez.
- Jefe del Área Cultura y Educación: Juan Jaime Martínez.
- Jefa del Área Economía y Empresa: Ana Cárdenes Bilbao.
- Jefa del Área Mediateca y Web: Estefanía Calcines Pérez.
- Jefe del Área Medios de Comunicación: Joan Tusell Prats.
- Jefa del Área Institucional: Liv Tralla.

## Premios
Casa África  convoca anualmente al público general sus concursos de fotográfico, microrrelato, ensayo y periodismo en español sobre África:
- Premios de Ensayo Casa África: con estos premios, Casa África proporciona herramientas de reflexión a las ciudadanías africanas y española para articular, a través de voces preparadas y solventes, una revisión profunda de conceptos teóricos, discursos e interpretaciones que afectan a esta región del continente africano, voces que relatan las intensas y múltiples situaciones, configurando una cartografía más fiel a la realidad de África Subsahariana. Los ensayos ganadores se publican en la Colección de Ensayo Casa África.
- Concurso Fotográfico Objetivo África: con una temática diferente en cada edición, Casa África busca con este concurso las fotografías que mejor retraten los aspectos positivos actuales de África y de los africanos, la cara amable de África, ese gran lado que usualmente no aparece en los medios de comunicación. Fotografías sobre cultura, grupos sociales, arquitectura, medio ambiente, género, artes plásticas, sociedad, etc.
- Purorrelato: concurso de microrrelatos con el que Casa África incentiva la creación literaria que anime a la población a sentir y pensar sobre África y a seguir mostrando distintas realidades que acerquen al continente, alejadas de los estereotipos que durante tanto tiempo lo han marcado.
- Premio Saliou Traoré: premio de periodismo en español sobre África, nació en 2019 en colaboración con la Agencia Efe como homenaje póstumo a Saliou Traoré, corresponsal de la Agencia EFE. El objetivo principal es reconocer la labor de los profesionales de periodismo que informan sobre África en español y estimular la publicación de temas sobre el continente africano en lengua española.

## Mediateca Casa África
La Mediateca de Casa África es un centro documental y multimedia especializado en temática africana que cuenta con más de 8000 registros en su fondo bibliográfico y ofrece servicios de préstamo local e interbibliotecario y atención personalizada durante todo el año y de manera gratuita. Su fondo está integrado por documentación sobre África generada desde el propio continente y desde fuera e incluye, además de literatura, ensayos e informes de diversas materias del conocimiento, una videoteca que supera las 650 obras y una biblioteca musical con más de 800 CD.
Kuwamba es la mediateca en línea de Casa África, el portal de conocimiento especializado en el continente con más de 1800 recursos de información en libre acceso que incluye libros, fotografías, películas y un canal de radio que emite música africana las 24 horas del día. Incluye, además, el archivo digital de las actividades de Casa África. Kuwamba es, ante todo, una puerta abierta al contenido africano para cualquier persona interesada en África, y en conocer directamente la opinión y la visión de los africanos, en cualquier ámbito o cualquier disciplina artística.